# Bryher
Pour les articles homonymes, voir Bryher (homonymie).
Bryher ( cornique : Breyer, lieu de collines ) est l’une des plus petites des îles habitées des îles Scilly . 

## Géographie
L'île a une longueur de 2 kilomètres, une largeur maximale de 1 kilomètre   et une superficie de 134 hectares, y compris Shipman Head, qui culmine à 42 mètres à l'extrémité nord de l'île. Bryher se trouve à l'ouest de Tresco et est séparé de cette île par le canal de Tresco, anciennement le principal mouillage pour les îles et maintenant une zone où les plaines de sable sont exposées à marée basse. Au sud de Bryher se trouve l'île inhabitée de Samson. Il est possible de marcher entre les trois îles au plus bas des marées de printemps. 
Le règlement au Pool / Hell Bay Hotel est le plus occidental d’Angleterre. Sans l' île de marée de Gugh incluse, Sainte-Agnès est légèrement plus petite que Bryher en population ou en superficie; Cependant, si Gugh est inclus dans St Agnes, ce qui est l'interprétation courante, alors Bryher est (encore une fois, marginalement) la plus petite des îles peuplées de Scilly en termes de superficie et de population. 
Le centre de Bryher est principalement constitué de terres arables, de pâturages et de logements et abrite la majeure partie de la population de 84 habitants. Sur le côté ouest se trouve la grande piscine saumâtre surplombée par le Hell Bay Hotel et au sud, des plages de sable, caractéristiques de l’île, comme celle de Rushy Bay. L'île se trouve dans les îles de Scilly Côte du patrimoine, fait partie des îles de Scilly zone de beauté naturelle exceptionnelle et des terres inhabitées est loué par le duché de Cornouailles qui utilise des poneys et des rubis rouges pour faire paître les zones envahies dans le cadre du projet Waves of Heath . 

## Histoire
Le nom de l'île est enregistré comme Brayer en 1336 et Brear en 1500. 

## Hell Bay

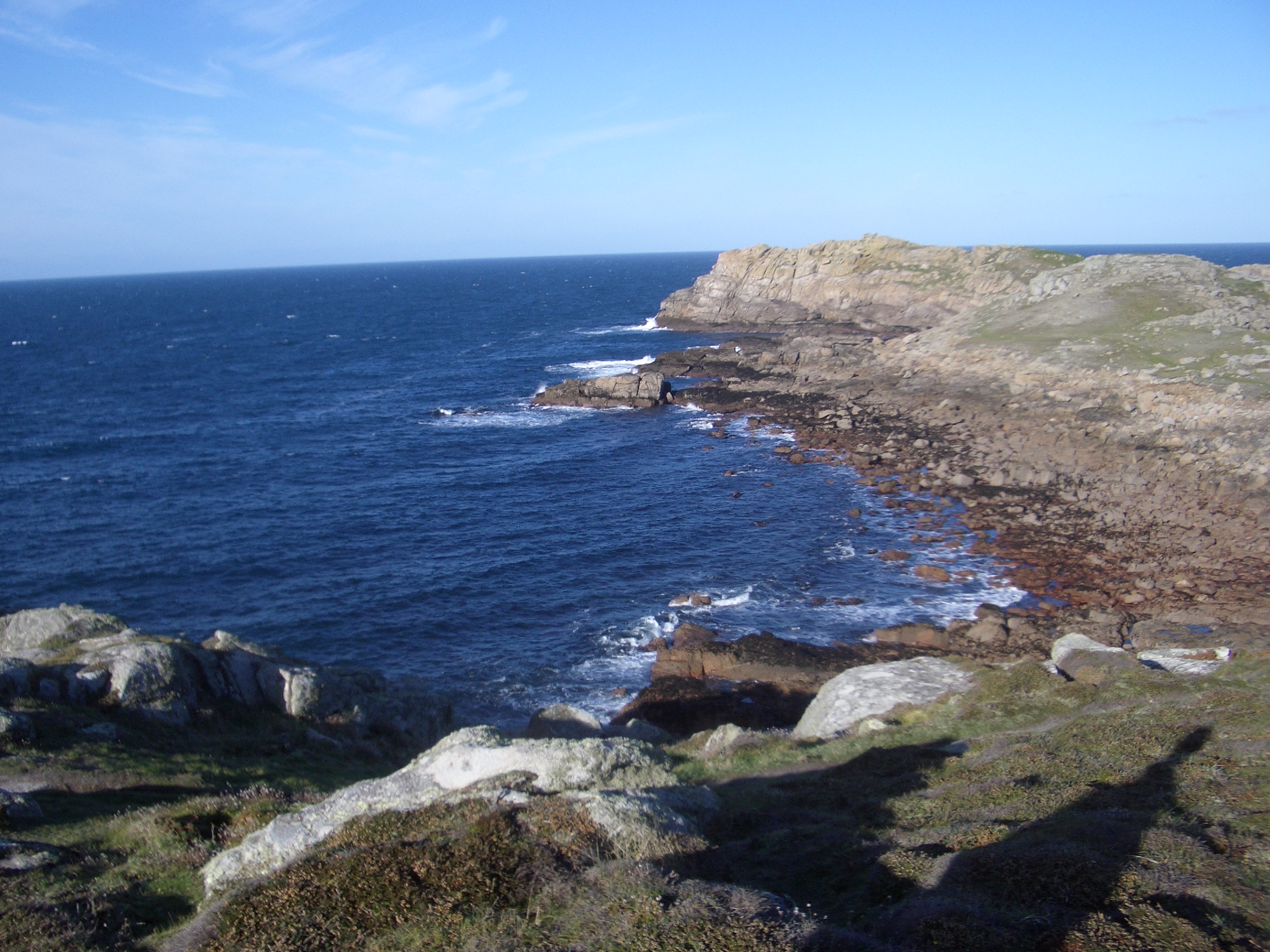
Hell Bay, Bryher.

La tristement célèbre Hell Bay se trouve sur Bryher. Cette crique faisant face à l’Atlantique est devenue un lieu connu pour les naufrages des 18e et 19e siècles, bien qu’il existe peu de preuves à cet effet, la plupart des navires ayant été détruits avant même d’arriver ici. 

## Bar Quay
Bar Quay, construit en 1990 par des volontaires de l'émission télévisée Challenge Anneka, se trouve au centre de l'île. De nombreux habitants de l'île l'appellent «Anna-Quay». En 2007, il a été remplacé par un nouveau quai en béton, dans le cadre d'un programme de reconstruction du quai couvrant l'ensemble de Scilly. 

## Histoire naturelle
Bryher compte trois sites d'intérêt scientifique particulier (SSSI). Les Shipman Head et Shipman Down SSSI ont été désignés pour la première fois en 1971 et couvrent plus de 40 ha de la partie nord de l'île. La santé maritime ondulée se développe sur des sols podzoliques peu profonds recouverts de granit hercynien. Parmi les plantes rares, on peut citer le pied orange ( Ornithopus pinnatus ) du livre de données rouge (RDB) et le trèfle ( Lotus subbiflorus ), un poil velu, très rare au pays. Les lichens comprennent ( Lobaria pulmonaria ) et ( Teleoschistes flavicans ). 
Sur le côté ouest de l'île se trouve Great Pool qui fait partie du SSSI Pool of Bryher et Popplestone Bank. Séparée de la mer par une plage de tempête et un petit système de dunes, elle est le seul lagon saumâtre naturel à Scilly avec des plantes telles que Saltmarsh Rush ( Juncus gerardii ) et Tasselweed à bec ( Ruppia maritima ). 
Le SSSI de Rushy Bay et de Heathy Hill, couvrant 12 hectares ( Unité «  » inconnue du modèle {{Conversion}}.) de la partie sud de l'île, renferme un certain nombre de plantes rares à l'échelle nationale. Une spécialité des îles de Scilly est la pensée naine ( Viola kitaibeliana ) qui ne pousse nulle part ailleurs en Grande-Bretagne. Bryher est localement abondant et on peut en trouver des milliers en mai dans du gazon court et du sable nu. Malheureusement, une tempête en 2008 a réduit le nombre de plantes vues. il y a aussi de petites colonies à Tresco et à Teän . Le pied de l'oiseau orange, la langue de l'adversaire ( Ophioglossum azoricum ) et les tresses de l'automne ( Spiranthes spiralis ) poussent sur Heathy Hill. 

### Oiseaux nicheurs
Shipman Head compte sept espèces d'oiseaux marins nicheurs: 
- Kittiwake ( Rissa tridactyla )
- Goéland argenté ( Larus argentatus )
- Goéland marin ( L marinus )
- Goéland marin ( L fuscus )
- Razorbill ( Alca torda )
- Shag ( Phalacrocorax aristotelis )
- Pétrel d'Europe ( Hydrobates pelagicus )

Le pluvier annelé ( Charadrius hiaticula ) se reproduit sur Shipman Down. 

## Paroisse civile et paroisse

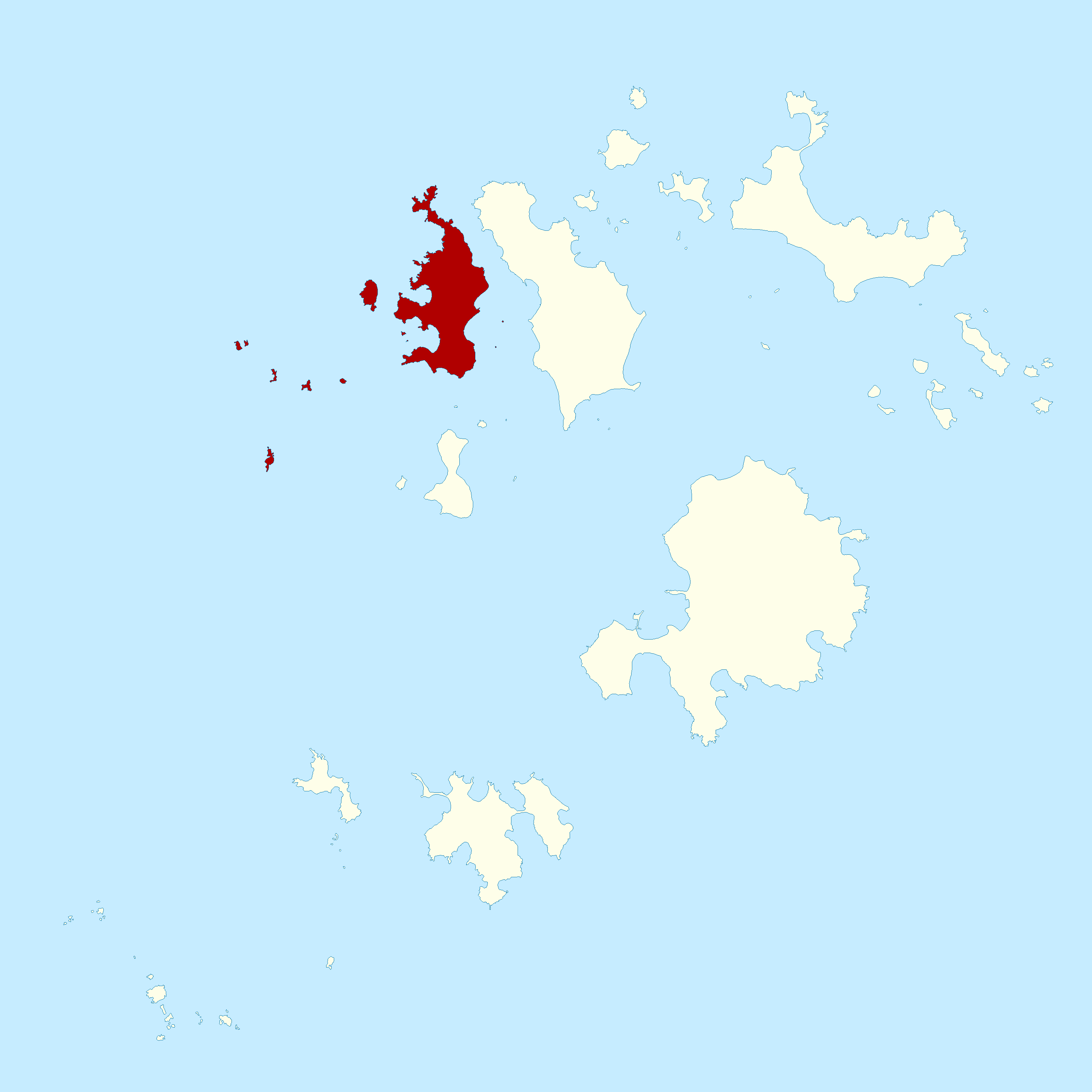
Les îles de Scilly comprenant la paroisse civile et la paroisse de Bryher sont représentées en rouge.

Bryher est l'une des cinq paroisses civiles des îles Scilly, qui font également partie de la paroisse. La paroisse et la paroisse civiles comprennent plusieurs îles et rochers inhabités, notamment les Norrard Rocks, Gweal, Zantman 's Rock et les Crim Rocks (le lieu le plus à l'ouest de l'Angleterre). Bryher renvoie deux conseillers au Conseil des îles de Scilly, les mêmes que ceux des autres quartiers "hors d’île". La paroisse civile n'est cependant pas fonctionnelle et il n'y a pas de conseil ni de réunion . 

## Visiter l'ile

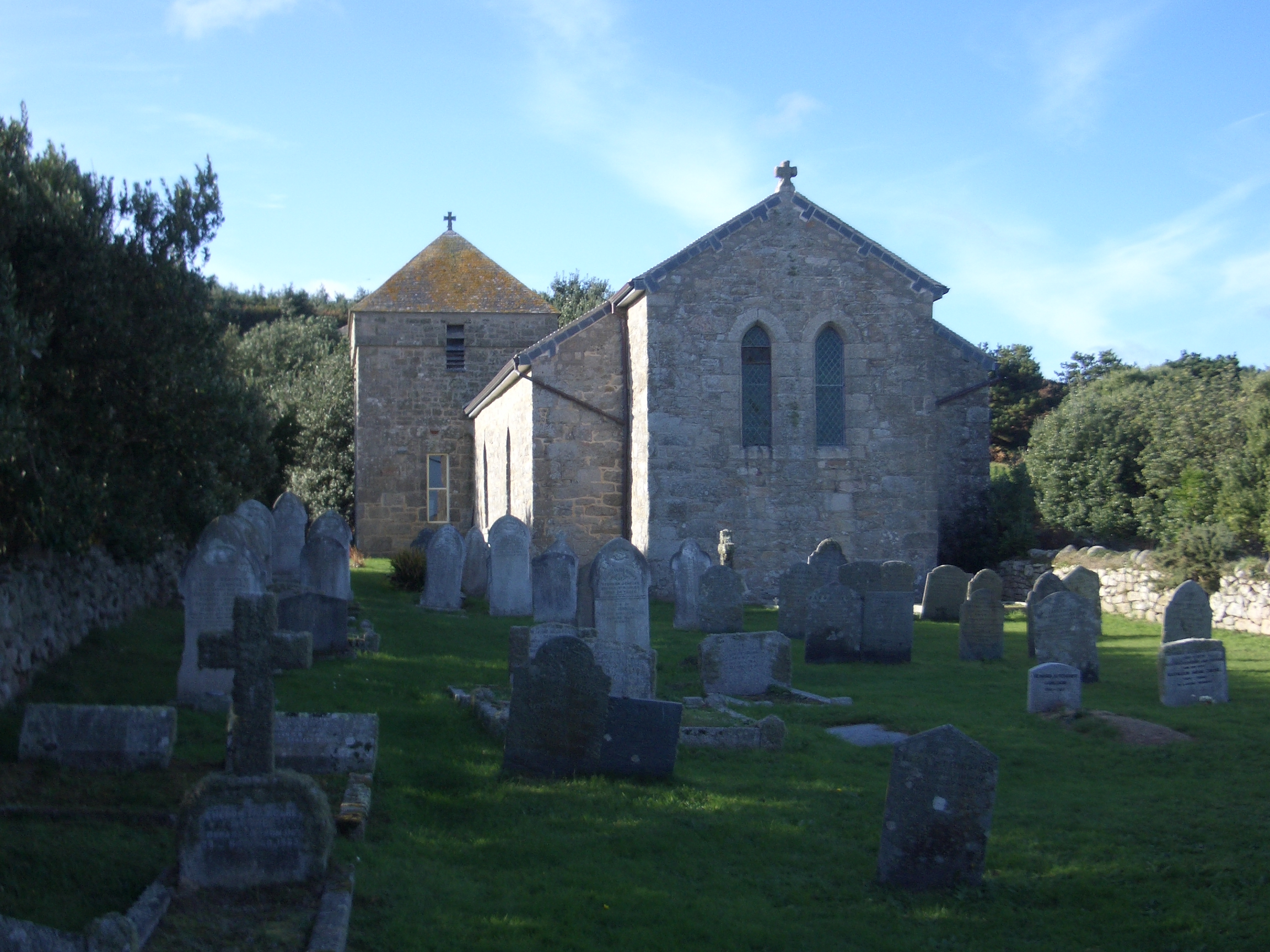
L'église 'Church Bryher'

Un hébergement varié est disponible sur l'île. Il y a des guesthouses et des cottages indépendants dispersés à travers l'île. Le camping est situé près de l'extrémité nord de l'île, surplombant les deux côtes. Le Hell Bay Hotel est situé près de la côte ouest. 
Deux bateaux sont utilisés (en fonction de la marée) pour emmener des touristes entre Bryher et d'autres îles, notamment Sainte-Marie et Tresco. Sur certaines marées basses, il est possible de marcher entre Bryher et Tresco et même Samson, l'île inhabitée au sud. Il existe également un mouillage sûr pour les petits yachts dans le chenal et à Green Bay. Au nord de l'île se trouvent le Fraggle Rock Bar, le Vine Cafe et le Bryher Shop, qui a ouvert ses portes en 2011. 
Le studio de l’artiste Richard Pearce est l’atelier Golden Eagle Gig. 
All Saints 'Church, Bryher est située sur l'île. 
Les activités locales comprennent la navigation de plaisance, la marche et l'observation de la faune. 

## Autres utilisations de "Bryher"
Au cours des dernières années, Bryher est devenu un prénom féminin populaire. Annie Winifred Ellerman, fille de l'homme le plus riche du Royaume-Uni, Sir John Ellerman, prit le nom de Bryher au nom de son panache au début du XXe siècle. 

## Utilisation au cinéma et à la télévision
En 1989, l'île a été utilisée pour certaines scènes de l'adaptation télévisée de la BBC intitulée The Voyage of the Dawn Treader . 
Quand les baleines sont venues a été faite sur place en 1989 et a joué Helen Mirren, Helen Pearce, Paul Scofield et David Suchet . 

## Dans la fiction.

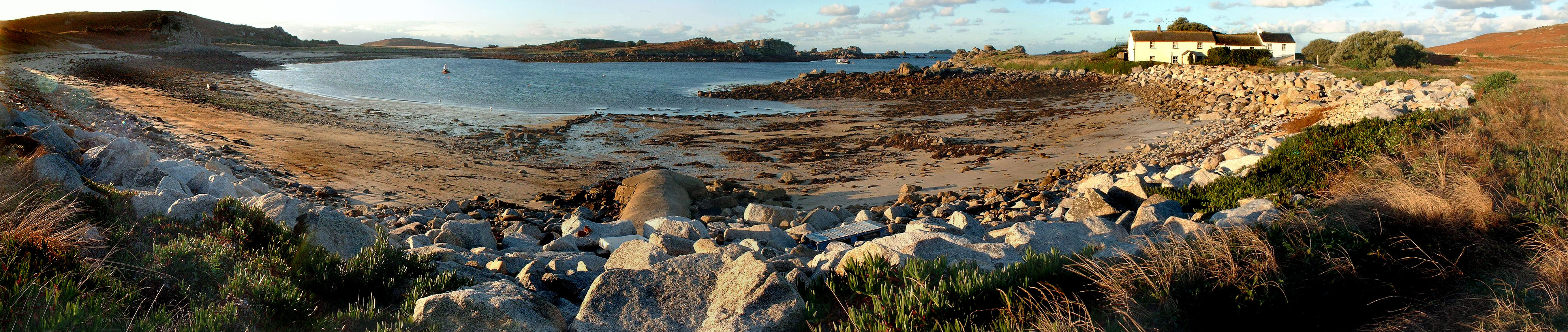
Great Par, Bryher

Bryher figure dans divers livres: l'épave du Zanzibar, l'épée endormie, les raisons pour lesquelles les baleines sont venues et l'écoute de la lune, toutes de Michael Morpurgo et Hell Bay de Sam Llewellyn . 

## Population
| - 1841: 121 - 1851: 34 familles - 1861: 115 | - 1871: 104 - 1881: 103 - 1891: 91 | - 1901: 97 - 1911: 113 - 1921: 101 | - 1931: 64 - 1951: 117 - 1961: 66 | - 1971: 57 - 1981: 66 - 1991: 80 | - 2001: 92 - 2009: 83 - 2011: 84 |